# Дикамбаев, Сатар
Сатар Дикамбаев (род. 01 января 1950 года, Фрунзе, Киргизская ССР) — советский и киргизский киноактёр и каскадёр. Мастер спорта СССР по боксу (1977).

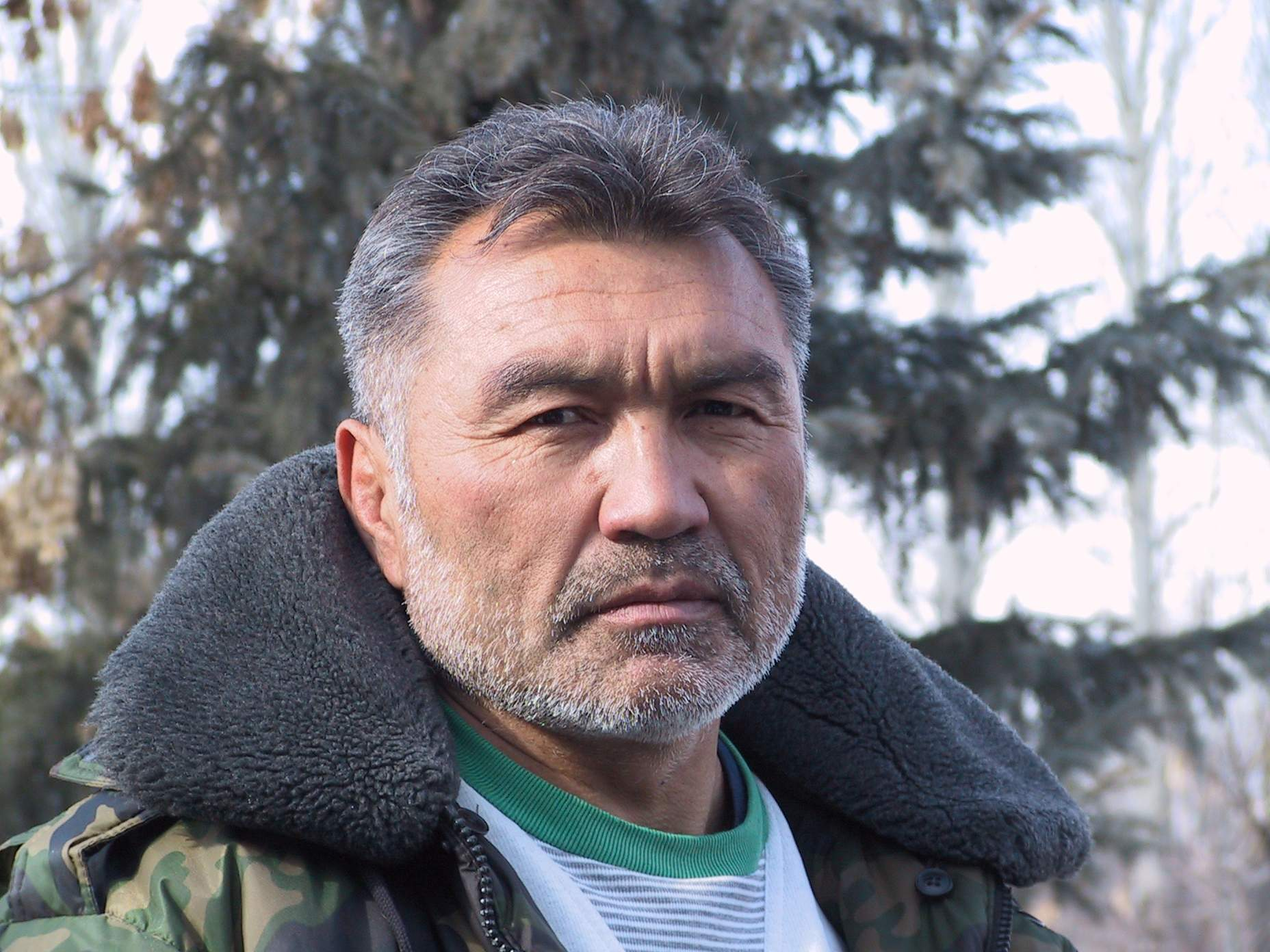
Сатар Дикамбаев

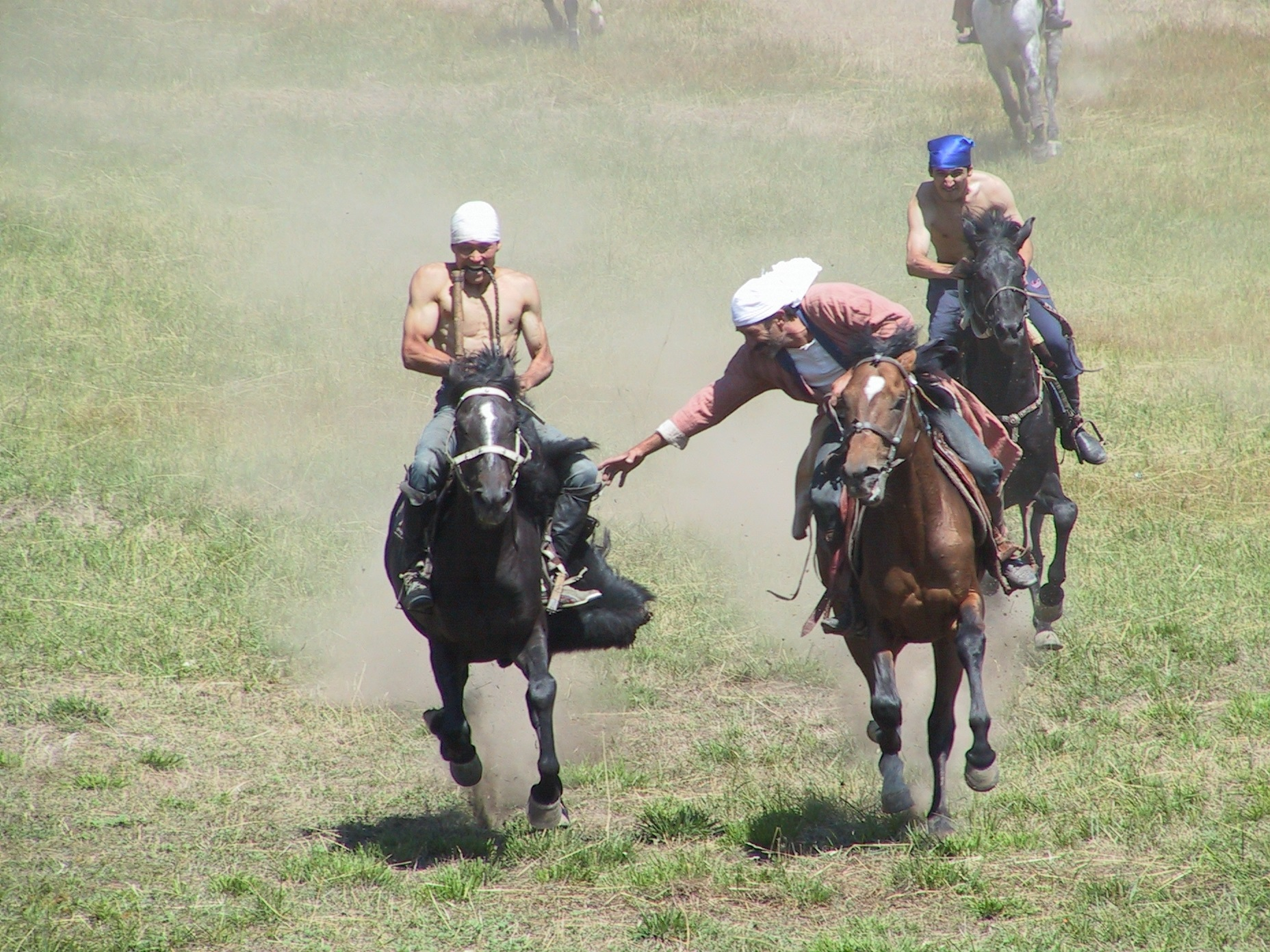
His team playing Buz Kashi

## Биография
- Как актёр-каскадер снялся в более чем 300 художественных фильмах в СССР, странах СНГ и за рубежом[3].

### Роли в кино
- 1978 — Вот вернулся этот парень...
- 1981 — Не ставьте Лешему капканы… — Сыгда Кирбижеков (Леший)
- 1982 — Баллада о доблестном рыцаре Айвенго — воин Бриана де Буагильбера
- 1983 — Заложник — басмач
- 1984 — Репортаж из бездны — Ахмад
- 1985 — И ещё одна ночь Шахерезады… — Чингиз, главарь шайки разбойников
- 1985 — Русь изначальная — Сын хана
- 1985 — Катастрофу не разрешаю
- 1988 — Золотая голова мстителя — Намаз — главная роль
- 1988 — Преследование — Медетбек
- 1989 — Влюбленная рыбка — Сабит
- 1989 — Бейбарс — эпизод
- 1989 — Султан Бейбарс — эпизод
- 1990 — Битва трёх королей — в титрах - Саттар Диканбаев
- 1991 — Азиат — Газиз
- 1992 — Путешествие в никуда
- 1996 — Буюк Амир Темур — эпизод
- 2009 — За белым облаком» («Белое облако Чингисхана»)
- 2010 — Путь домой — монгольский всадник
- 2014 — Курманжан Датка. Королева гор —

### Каскадёр
- 1979 — Приключения Али-Бабы и сорока разбойников
- 1984 — Первая конная
- 1986 — Лермонтов
- 1986 — Пётр Великий
- 1987 — Вершины не спят
- 1989 — Бейбарс
- 1990 — Битва трех королей
- 1990 — Принц привидение
- 1992 — Вверх тормашками
  - «Потоп»,
  - «Емельян Пугачев»
  - «Ярослав Мудрый»,
  - «Бабек»
  - «Багратион»
  - «Борис Годунов»
  - «Теплые ветры древних булгар»
  - «Чингисхан»
  - «Амир Темир» (Тамерлан)
  - «Гонцы спешат»
  - «Белые ночи»
  - "Дикое поле и многие другие.

### В роли самого себя
- 2014 — Каскадер на YouTube

## Награды
- Отмечен специальным призом на Всесоюзном кинофестивале в г. Алма-Ата за фильм «Капкан для шакалов» (Таджикфильм).